# مخيم حماة
مخيم حماة أو مخيم العائدين هو مخيم للاجئين الفلسطينيين في سوريا، يقع في قلب مدينة حماة، التي تبعد مسافة 200 كيلومتر إلى الشمال من العاصمة السورية دمشق. أنشئ المخيم عام 1950 على مساحة 60 ألف متر مربع، ويطل على نهر العاصي.

## السكان
ينحدر سكان المخيم من مدن، بلدات وقرى شمالي فلسطين ومدينة يافا ومنها حسب الأهمية العددية ترشيحا، والزيب، يافا، عين الزيتون، الظاهرية التحتا، البروة، صفد، صفورية، الشجرة، حيفا، الجش، عكا، الكابري، لوبيا، النهر، طيرة اللوز، شفا عمرو، سخنين، عمقا، كويكات، الملاحة، ميعار وغيرها. يقطن المخيم أكثر من 8,000 لاجئ مسجلين لدى الأونروا.

## إقتصاد وخدمات
يعمل معظم اللاجئين في المخيم إما كعمال بالمياومة أو كأصحاب متاجر.
تشكل الصحة البيئية مشكلة خطيرة في المخيم وتعد مسألة التخلص من النفايات الصلبة إحدى حاجاته الضرورية ويتسم نظام الصرف فيه بالتهالك ولا يلبي الاحتياجات المتزايدة.
يوجد في المخيم أربع مدارس: مدرستان ابتدائية (6-12 سنة)؛ مدرسة للبنين والأخرى للبنات، ومدرستان مشتركتان ابتدائية وإعدادية؛ إحداهما للبنين والأخرى للبنات. وتدار هذه المدارس من قبل وكالة الغوث للاجئين الفلسطينيين الأونروا.